# Toh Enjoe
Toh EnJoe (円城 塔, Enjō Tō, pen name), né le 15 septembre 1972 à Sapporo, est un écrivain japonais de littératures de l'imaginaire ou science fiction.

## Prix et distinctions
- 2010 : Prix Noma pour Uyūshitan
- 2012 : Prix Akutagawa pour Dōkeshi no chō (traduit en français sous le titre « Arlequinus Arlequinus»)
- 2012 : Prix Nihon SF prix spécial pour Shisha no teikoku (The Empire of Corpses) (avec Project Itoh)
- 2017 : Prix Kawabata pour Mojika (文字渦)

## Œuvres
Traduction en français
- Arlequinus Arlequinus traduit du japonais par Sylvain Cardonnel, éditions La Ronde de Nuit, 2020
- Chronique de Matsunoe traduit du japonais par Sylvain Cardonnel, éditions La Ronde de Nuit, 2020

Traduction en anglais
- Self-Reference ENGINE (Haikasoru/VIZ Media, 2013); translation of Self-Reference ENGINE (2007, 2010); translated by Terry Gallagher[1].

Traduction en anglais, abrégé
- Freud (excerpt from Self-Reference ENGINE) (Speculative Japan 2, Kurodahan Press, 2011)
- Silverpoint (Japan Earthquake Charity Literature, Waseda Bungaku, 2011)
- Meditations on Green (Monkey Business, Volume 2, A Public Space, 2012)
- Endoastronomy (The Future Is Japanese, Haikasoru/VIZ Media, 2012)
- The History of the Decline and Fall of the Galactic Empire (Words Without Borders, juillet 2012 )
- Harlequin's Butterfly (extraits) (ASYMPTOTE, Jan 2013 )
- Time in « Time » (essai) (Monkey Business, Volume 3, A Public Space, 2013)

## Réception
Un critique dans la revue littéraire Asymptote écrit : « Les histoires de Toh EnJoe sont connues pour leur lucidité scientifique et leur impénétrabilité littéraire. Son langage et son style d'écriture, cependant, contredisent son expérience en tant que physicien : Les thèmes inclus dans ses histoires comprennent la science mais aussi la linguistique, la théorie littéraire et des approches philosophiques. Ses structures narratives complexes font l'objet d'âpres discussions et ont même suscité de sévères critiques appelant son œuvre « indigeste », « soporifique » et « inamicale au lecteur » ».